# Galumnella apiculata
Galumnella apiculata är en kvalsterart som beskrevs av Sandór Mahunka 1992. Galumnella apiculata ingår i släktet Galumnella och familjen Galumnellidae. Inga underarter finns listade i Catalogue of Life.